# Fernando Ibáñez Payés
Fernando Ibáñez Payés fue un empresario y político español. Miembro del Partido Liberal, fue escogido diputado por el distrito de Chelva a las elecciones generales españolas de 1901 en una elección parcial para sustituir José Manteca y Oria. De junio de 1912 a noviembre de 1913 fue también alcalde de Valencia. Durando su mandato se aprobó el plan de reforma y mejora del interior de la ciudad proyectado por el arquitecto Federico Aymamí. En 1915 fue diputado provincial por el distrito Mar-Mercado de Valencia, y en 1917 fue presidente de la Diputación de Valencia. En 1930 era el contribuyente más grande de Valencia